# Abbaye de Schinna
L’abbaye de Schinna est une ancienne abbaye bénédictine à Schinna, village de la commune de Stolzenau, dans le Land de Basse-Saxe et l'ancien diocèse de Minden.

## Histoire
L'abbaye est fondée par le comte Wilbrand Ier de Loccum-Hallermund sur ses possessions à l'ouest de la Weser à partir de 1148. Étant donné que l'abbaye se situe directement sur la Weser, il est probable que Wilbrand veut créer une base sur le chemin de ses possessions frisonnes. La consécration a lieu en 1153 le jour de Saint Guy et en 1155 elle est confirmée par l'évêque Werner de Minden. En 1234, sept moines sont mentionnés dans le monastère, bien que le couvent ait pu être plus grand. En 1466, le monastère rejoint la congrégation de Bursfelde et depuis lors, les comtes de Hoya ont le patronage de l'église. Sous la pression du comte Erich von Hoya, le monastère est privé de ses terres dans le premier tiers du XVIe siècle. Il y a également une interdiction d'admission des novices, de sorte que le déclin du monastère est prévu. À la mort de l'abbé Friedrich von Soltau en 1537, le comte souhaite la sécularisation du monastère. Le chapitre général de la congrégation de Bursfeld l'en empêche. La Réforme prévaut à Schinna avec la nomination d'un pasteur luthérien en 1542, lorsque la convention ne comprend que cinq membres. Après que la lignée des comtes de Hoya cesse d'exister en 1582, le monastère est loué et utilisé plus tard comme domaine agricole de l'arrondissement de Stolzenau. En 1876, le monastère est finalement fermé par la conversion en propriété publique.

## Bâtiments
Le parc immobilier actuel de l'ancien monastère comprend quatre bâtiments. Il s'agit notamment de la maison abbatiale, les ailes ouest et sud du bâtiment conventuels et de l'église à colombages. Selon le chercheur en construction Stefan Amt, les deux bâtiments conventuels existants sont construits aux XIIIe siècle et XIVe siècle. Au cours de leur utilisation agricole, ils servent notamment d'étable et de silo à grains. L'église gothique du monastère est démolie avant 1540 à la demande du comte Erich von Hoya et les pierres auraient servi pour agrandir le château de Stolzenau. À la place de l'église abbatiale, une église à colombages est construite, détruite en 1539-1540. Du point de vue de la conservation des monuments, c'est le bâtiment le plus important du monastère en raison de ses détails de construction et aussi parce qu'il est construit pendant la période de transition à la Réforme. Jusqu'au milieu des années 1880, l'église est utilisée comme porcherie et bergerie.
Le parc immobilier restant sur le site appartient à l'ancien domaine, qui est la propriété du Land de Basse-Saxe jusqu'en 2005 et qui servait jusque-là pour l'agriculture. Depuis lors, onze bâtiments au total sur la propriété ne sont pas utilisés et sont vides. Les bâtiments du domaine ont le caractère d'une grande entreprise agricole et datent du milieu du XIXe siècle et du premier tiers du XXe siècle.

## Archéologie
De 2009 à 2011, des fouilles archéologiques ont lieu chaque année sur le site de l'ancienne abbaye bénédictine. En 2010, le lieu est examiné à l'aide d'un radar à pénétration de sol. Sur la base de ces résultats, des sondages archéologiques étroits sont faits afin de rechercher spécifiquement l'ancien monastère. Les fondations du bâtiment abandonné du couvent oriental sont découvertes lors des fouilles. De l'église du monastère roman, seul le fossé de fouille rempli de gravats peut être documenté. La disposition du bâtiment de l'église peut être partiellement reconstruite le long de son cours. De plus, les décombres fournissent des détails qui suggèrent la construction et l'ameublement de l'église. La zone du chœur de l'église du monastère peut être enregistrée, les fouilles réfutent une extension du chœur initialement supposée par l'excavation.  En 2010, des restes de sépultures dans l'ancien cloître du monastère sont découverts et récupérés. En 2011, la fondation d'un bâtiment de la fin du Moyen Âge à l'ouest des fouilles peut être relevée.
Depuis avril 2012, une petite exposition dans l'église à colombages fournit des informations sur les résultats des campagnes archéologiques de 2009 à 2011.